# Stephen John Finnan
Stephen John Finnan (24 d'abril de 1976) és un exfutbolista irlandès que jugava com a defensa, de lateral dret.

## Trajectòria
Rodamón del futbol anglès, Finnan ha jugat a totes les categories i a molts clubs d'aquest país. Començà al Wimbledon, passant més tard pel Welling United, Birmingham City FC, on esdevingué professional el 1995, Notts County, Fulham FC (que pagà £600.000) i finalment el Liverpool, que pagà £3.5m. L'1 de setembre de 2008 fou fitxat pel RCD Espanyol. Ha estat 50 cops internacional amb la República d'Irlanda.

## Palmarès
Notts County
- Football League Third Division (1): 1997-98

Fulham
- Football League Second Division (1): 1998-99
- Football League First Division (1): 2000-01
- Copa Intertoto de la UEFA (1): 2002

Liverpool
- Copa anglesa de futbol (1): 2006
- FA Community Shield (1): 2006
- Lliga de Campions de la UEFA (1): 2004-05
- Supercopa d'Europa de futbol (1): 2005